# 土浦市立都和小学校
土浦市立都和小学校（つちうらしりつつわしょうがっこう）は茨城県土浦市並木五丁目にある公立小学校。

## 沿革
（この節の出典）
- 1873年（明治6年）5月20日 - 第1大学区第31中学区第3番小学校「采藻館」として開校。
- 1875年（明治8年） - 常名小学校と改称。
- 1899年（明治22年） - 常名・今泉・小山崎・中貫の4村が合併し都和村が設立、都和第一尋常小学校となる。
- 1916年（大正5年） - 都和尋常小学校と改称、現在地に本校舎が落成する。
- 1941年（昭和16年） - 都和村立都和国民学校と改称。
- 1947年（昭和22年） - 都和村立都和小学校と改称。
- 1948年（昭和23年） - 都和村は土浦市に合併、土浦市立都和小学校となる。
- 2016年（平成28年） - 新校舎が竣工。

## 通学区域
（この節の出典）
- 並木五丁目
- 都和（二・三丁目）
- 板谷（一 - 六丁目・七丁目の一部）
- 中貫
- 中都町（一 - 四丁目）
- 笠師町
- 東中貫町
- 今泉
- 小山崎
- 栗野町
- 紫ヶ丘

## 進学先中学校
- 土浦市立都和中学校

## 特記事項
- 校歌は脇太一作詞、浦田健次郎作曲。